# Miguel Morayta y Sagrario
Ne doit pas être confondu avec Miguel Morayta (réalisateur et scénariste mexicain)
Miguel Morayta y Sagrario, né à Madrid le 3 septembre 1834 et mort à Madrid le 18 janvier 1917 est un professeur d'histoire, journaliste et homme politique républicain espagnol. Franc-maçon, il est le fondateur du Grand Orient espagnol qui réunit le Grand Orient d'Espagne et le Grand Orient national d'Espagne.

## Publications
- (es) Historia general de España desde los tiempos antehistóricos hasta nuestros dias, Madrid, Establecimiento tipografico y Casa editorial de Felipe González Rojas, 1893-1898 (lire en ligne).
- (es) Juventud de Castelar : su vida de estudiante y sus primeros pasos en la política, Madrid, Imp. de A. Álvarez, 1901 (lire en ligne).
- (es) El Cementerio Civil del Este, Madrid, Tip. Pasaje del Comercio, 1918 (lire en ligne).

#### Ouvrages, articles et chapitres généraux
- (es) Feliciano Montero, « La Restauración (1875-1885) », dans Feliciano Montero et Javier Tusell, La Restauración. De la Regencia a Alfonso XIII, vol. XI, Madrid, Espasa Calpe, 1997 (ISBN 84-239-8959-3), p. 1-188.
- (es) María Asunción Ortiz de Andrés, « Capítulo V. El Gran Maestre Miguel Morayta, «un hombre del 68» y reformador de la masonería española », dans Masonería y democracia en el siglo XIX: el Gran Oriente Español y su proyección político-social (1888-1896), Madrid, Universidad Pontificia Comillas, 1993 (ISBN 84-87840-21-3, lire en ligne), p. 141-190.
- (es) Galo Sánchez Casado, Los altos grados de la masonería, Madrid, Ediciones Akal, 2009 (ISBN 978-84-96797-20-8, lire en ligne).
- (es) Carlos Seco Serrano (es), Alfonso XII, Barcelone, Ariel, 2007 (ISBN 978-84-344-5210-7).
- (es) Rafael Serrano García (es), « El federalismo castellano durante el sexenio revolucionario », Investigaciones históricas: Época moderna y contemporánea, Universidad de Valladolid, no 5,‎ 1985, p. 253-266 (ISSN 0210-9425, lire en ligne, consulté le 17 août 2024).
- (es) Enrique Vera y González (es), Pi y Margall y la política contemporánea : la democracia federal, su origen, su historia, sus destinos medio siglo de doctrinarismo en España, la política de programa y la política real, t. 1, Barcelone, Tipografía La Academia, de Evaristo Ullastres, 1886 (lire en ligne).

#### Ouvrages, articles et chapitres spécialisés
- (es) Tomás Aguilera Durán, « Antehistoria, masonería y república: la rareza historiográfica de Miguel Morayta », dans R. Aguilera Durán, M. Almansa Fernández, Jorge Elices Ocón, V. Úbeda Martínez et C. Valenzuela Matus, Discursos alternativos en la recepción de la Antigüedad, Madrid, Universidad Autónoma de Madrid, 2017 (ISBN 978-84-8344-599-0, lire en ligne), p. 93-122.
- (es) Miguel Ángel Molinero Polo, « El Egipto antiguo en la controversia académia española del siglo XIX. El discurso de Miguel Morayta en la Universidad Central, Octubre de 1884 », Revista de la Sociedad Española de Ciencias de las Religiones, vol. 5,‎ 2011, p. 131-150 (ISSN 1888-346X).
- (es) Miguel Ángel Molinero Polo, « La creación frustrada de cátedras de lenguas orientales (egipcio antiguo, asirio y chino) en la Universidad Central », Gerión, vol. 29, no 2,‎ 2011, p. 15-33 (ISSN 0213-0181, lire en ligne, consulté le 17 août 2024).
- (es) Manuel Ossorio y Bernard, « Morayta y Sagrario (Miguel) », dans Ensayo de un catálogo de periodistas españoles del siglo XIX, Madrid, Imprenta y litografía de J. Palacios, 1903 (lire en ligne).
- (es) Jorge Vilches (es), « Un historiador en transición. La historiografía republicana de Miguel Morayta (1834-1917) », Revista de Estudios Políticos (CEPC), no 161,‎ 2013, p. 207-238 (ISSN 0048-7694, lire en ligne, consulté le 17 août 2024).
- (es) Collectif, « Miguel Morayta y Sagrario, reformador de la masonería española », Zénit: Revista digital del Supremo Consejo del Grado 33 y último del Rito Escocés Antiguo y Aceptado para España, no 56,‎ 2020, p. 69-81 (ISSN 2660-7298, lire en ligne, consulté le 17 août 2024).